# Хорти, Иштван
Иштван Хорти (венг. Horthy István) (9 декабря 1904, Пула, Австро-Венгерская империя — 20 августа 1942, близ Алексеевки Белгородская область, СССР) — военный и государственный деятель Венгрии. Старший лейтенант авиации. Старший сын регента Венгрии Миклоша Хорти.

## Биография
В августе 1918 года Иштван стал слушателем Военно-морской академии в Риеке и там ознакомился с техническим оборудованием кораблей. В 1926 году он добровольно записался в 1-й венгерский гусарский полк имени И. Ференца Йожефа Яскуна.
Получив в 1928 году диплом инженера, работал на заводе «Вейсс Манфред». Окончил лётную школу и в 1929 г. переведён в резерв ВВС, после чего уехал в США. Проработал год инженер-механиком на заводе «Форд» в Детройте. В 1931 вернулся в Венгрию, где работал в Государственном сталелитейном концерне на заводе MÁVAG, где, в частности, участвовал в разработке известного локомотива «424».
С 1940 назначен директором Венгерской железной дороги, куда его рекомендовал министр торговли Йожеф Варга. Впервые пост директора занял непрофессиональный железнодорожник.
10 февраля 1942 г. объявлен официальным преемником адмирала Хорти на посту главы государства, в том числе и по причине слабого здоровья регента.
В 1942 ушёл добровольцем на советско-германский фронт, мотивируя своё решение «защитой родины от иностранных угроз». Служил в эскадрилье 1/1 «Dongo» венгерских ВВС. В письме, отправленном отцу из Киева, осудил антисемитскую политику III Рейха.
20 августа 1942 погиб в авиакатастрофе в 70 км от Старого Оскола. Его истребитель MÁVAG Héja № «V4+21» упал при невыясненных обстоятельствах.
В память Иштвана Хорти выпущены почтовые марки Венгрии 1942 и 1943 года.

## Семья
В 1940 году Иштван Хорти женился на графине Илоне Эдельсхайм-Дьюлаи, дочери графа Липо Эдельсхайм-Дьюлаи и графини Габриэлы Пеячевич. Их старший сын Шариф Иштван Хорти (родился 17.01.1941), закончив Оксфорд и Имперский колледж, также долгое время работал инженером. Известен как Иштван Хорти-младший.